# Вокзал голландской железной дороги (Гаага)

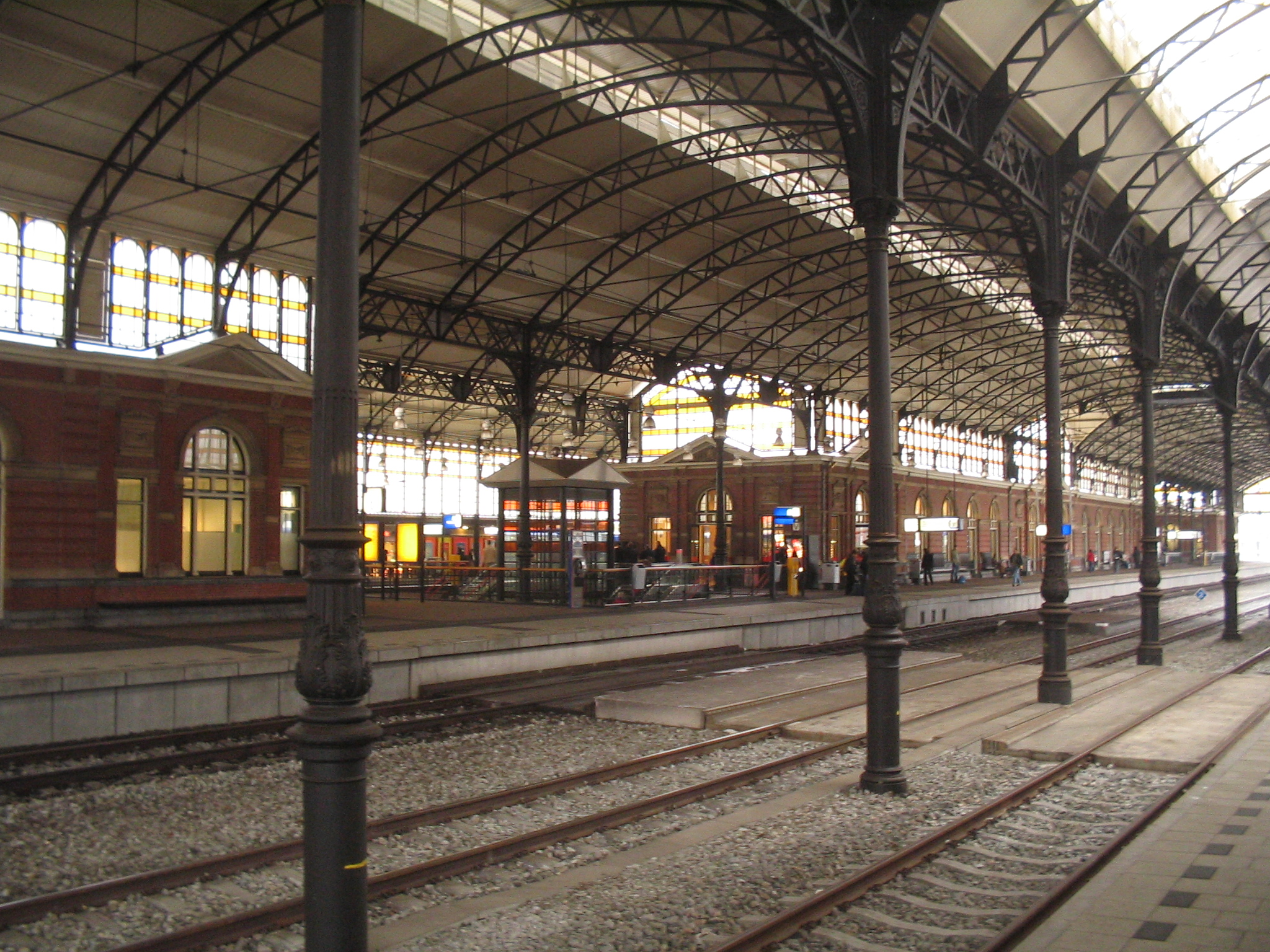
Вид на платформы

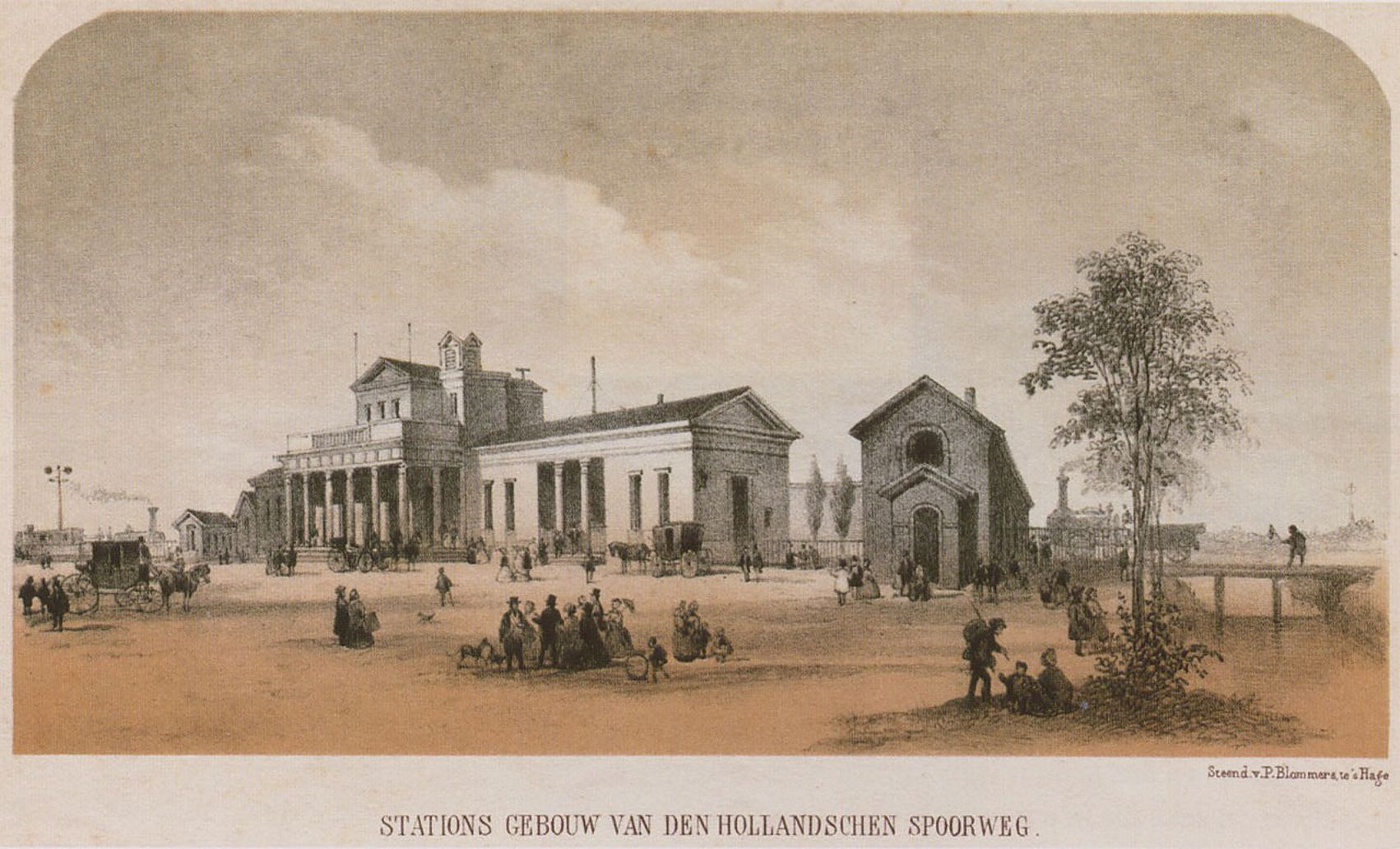
Оригинальное здание 1843 года, спроектированное Фредериком Виллемом Конрадом.

Вокзал Голландской железной дороги (нидерл. Station Den Haag Hollands Spoor) — один из двух (вместе с «Центральным вокзалом») главных железнодорожных вокзалов нидерландского города Гааги. Назван по имени «Компании Голландской железной дороги» (нидерл. Hollandse IJzeren Spoorweg-Maatschappij), которой вокзал принадлежал во времена, когда в Нидерландах ещё существовали частные железнодорожные компании. Вокзал был открыт в 1843 году как станция на первой нидерландской железнодорожной линии Амстердам—Харлем—Лейден—Гаага—Роттердам (1847).

## История
Вокзал открылся 6 декабря 1843 года, после того как железная дорога Амстердам—Харлем, старейшая железная дорога в стране, была продлена до Гааги. В 1847 году эта линия была продлена до Роттердама. В то время территория вокзала представляла собой луга и принадлежала муниципалитету Рейсвейк. Из-за нехватки людей для обеспечения правопорядка вокруг станции Рейсвейк уступил землю муниципалитету Гааги. Железнодорожная станция получила название Holland Spoor, в честь управлявшей ею «Компании Голландской железной дороги». Первоначальное здание, спроектированное Фредериком Виллемом Конрадом, было снесено в 1891 году, чтобы освободить место для здания в стиле неоренессанс, спроектированного Дирком Маргадантом.
В 1870 году конкурирующая компания Nederlandsche Rhijnspoorweg-Maatschappij открыла вторую главную железнодорожную станцию в Гааге, Den Haag Rhijnspoor, на недавно построенной железной дороге Гауда—Ден Хааг. Год спустя было организовано железнодорожное сообщение между двумя станциями. В 1962 году американский эксперт по дорожному движению Давид Джокинен разработал план развития обоих вокзалов. План не был реализован. Несмотря на это, станция Staatsspoor была снесена в 1973 году, чтобы освободить место для Центрального вокзала. В результате в Гааге есть два основных железнодорожных вокзала: Центральный и Вокзал Голландской железной дороги. Поезда из Амстердама в Роттердам и далее (Брюссель), как правило, останавливаются на станции The Hague HS, тогда как поезда из Утрехта, восточного и северо-восточного направлений (также из Лейдена/Амстердамского аэропорта Схипхол/Амстердама) обычно останавливаются на Центральном вокзале. Обе станции обслуживают несколько поездов южного направления.
Во время реставрации в 1991 году на вокзале произошёл пожар и значительная часть оригинального перронного здания и перекрытия над железнодорожными путями были разрушены. В ходе проведённых реставрационных работ архитектура здания восстановлена в близком к первоначальному виде.

## Направления
С вокзала отправляются поезда в:
- Амстердам
- Антверпен
- Аэропорт Схипхол
- Бреда
- Брюссель
- Дордрехт
- Лейден
- Париж
- Роттердам
- Тилбург
- Харлем
- Эйндховен